# Manhattan City scape
|  | Denne artikel er oprettet af botten PalnaBot ud fra en ekstern database. Den kan derfor have sproglige fejl eller mangler. Denne skabelon kan fjernes efter kontrol af indholdet. |

Manhattan Cityscape er en eksperimentalfilm instrueret af Steen Møller Rasmussen efter manuskript af Steen Møller Rasmussen.

## Handling
Minimalistiske postkort fra New York set igennem et par øjne, der tillader sig at være mytomane og indforståede. Stemningsbilleder fra Manhatten og tableauer med en række mere eller mindre kendte New York'ere, bl.a. Christo (running Fence), der wrapper fotografens kamera mens det kører, og Jonas Mekas, der filmer Empire State Building på video 30 år efter, han gjorde det på film med Andy Warhol.